# Герб Шацького району
Герб Ша́цького райо́ну — офіційний символ Шацького району Волинської області, затверджений 7 лютого 2007 року сесією Шацької районної ради п'ятого скликання.
Автор — А. Ґречило.

## Опис герба
Щит заокруглений, напівперетятий і розтятий; у верхньому правому червоному полі срібний прямий хрест; нижнє праве поле — синє; у лівому срібному полі зелений рогіз та зелений листок з срібною квіткою латаття білого.

## Значення символів
Срібний хрест — знак Волині. Синій колір уособлює Шацькі озера та річки; стебло рогозу підкреслює своєрідність природи Шацького регіону. Срібло та геральдично стилізована квітка латаття білого (nimpha alba) на зеленому листі символізує собою чистоту та недоторканість природи краю. Зелений колір листя обох рослин вказує на місцеві ліси, а також підкреслює приналежність району до історичної Холмщини та географічного Полісся.